# Evangelische Kirche (Launsbach)

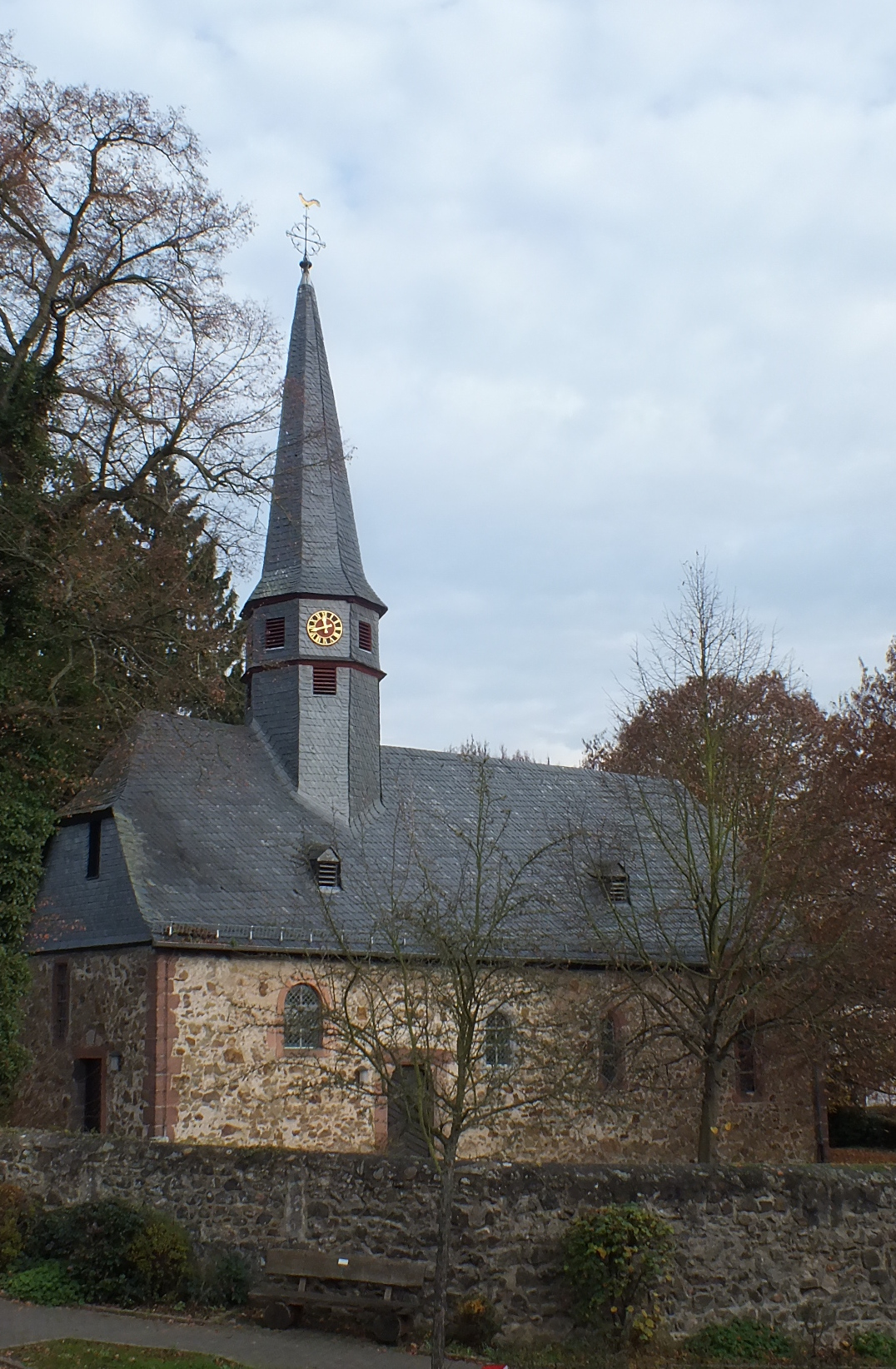
Südseite der Launsbacher Kirche

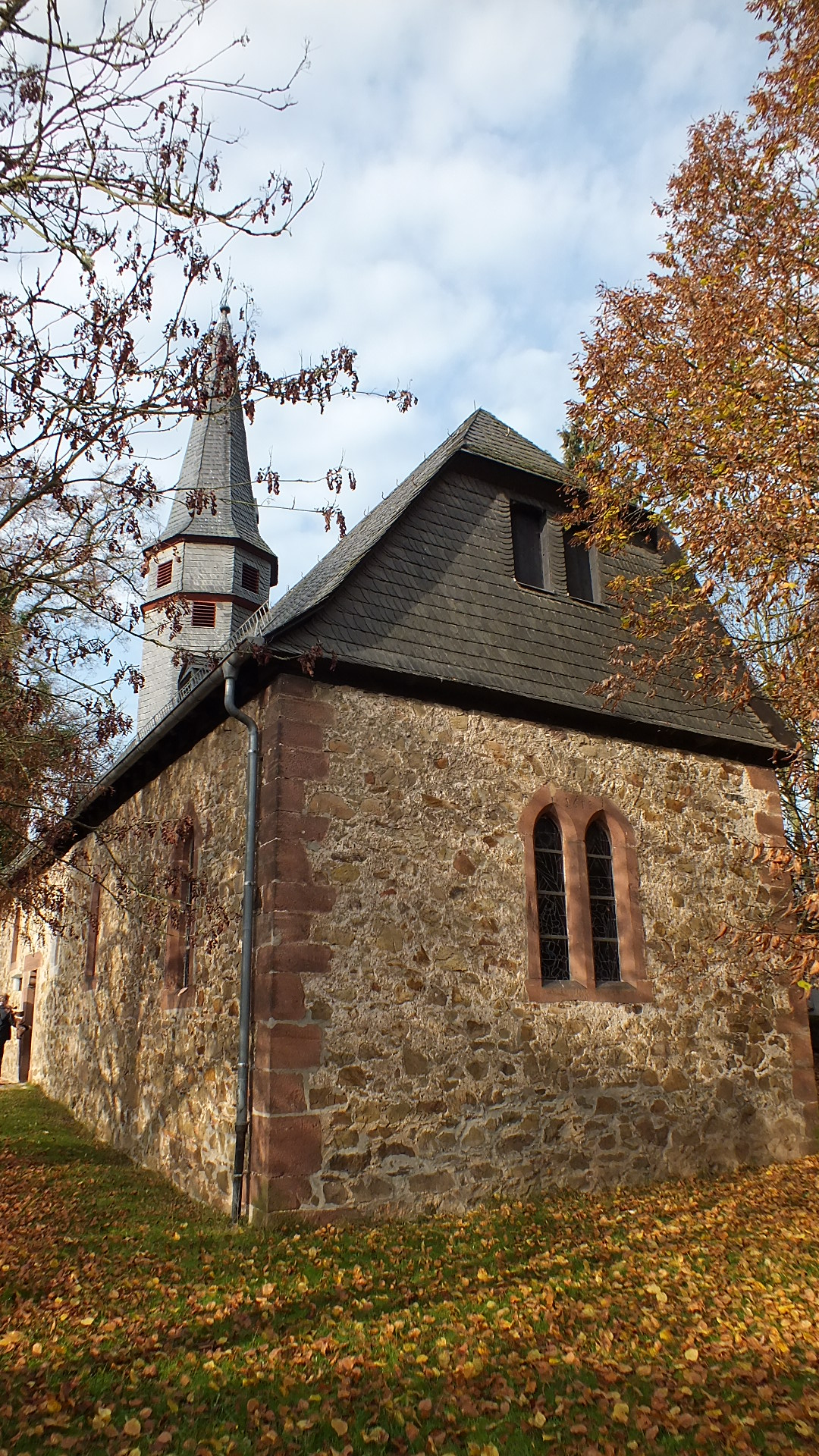
Ansicht von Südosten

Die Evangelische Kirche in Launsbach, einem Ortsteil in der Gemeinde Wettenberg im Landkreis Gießen (Mittelhessen), ist eine im Kern spätgotische Saalkirche aus dem 15. oder 16. Jahrhundert, die nach mehreren Umbauten in den Jahren 1617 bis 1620 ihre maßgebliche Gestalt erhielt. Die Kirche mit ihrem achtseitigen Dachreiter ist hessisches Kulturdenkmal.

## Geschichte
Der Ort und eine Vorgänger-Kapelle werden erstmals im Jahr 1280 urkundlich erwähnt, als Launsbach seine Unabhängigkeit von der Mutterkirche Krofdorf erstritt. Zwar erhielt Launsbach durch das Tauf-, Eheschließungs- und Beerdigungsrecht eine gewisse Selbstständigkeit, die Kasualien wurden jedoch weiterhin vom Kaplan aus Krofdorf durchgeführt. Die Fundamente der im Jahr 1280 genannten Kapelle, „die dort neu erbaut wurde“, wahrscheinlich jedoch eine umfassende Erneuerung erfuhr, wurden bei Ausgrabungen in den Jahren 1979 bis 1981 nachgewiesen. Im Jahr 1289 weihte sie Bischof Christian von Semgalen dem hl. Nikolaus und dem hl. Georg. Die romanische Kapelle wurde im 15. oder 16. Jahrhundert durch eine Kirche im gotischen Stil ersetzt, die mehrfach umgebaut und erweitert wurde. Nachdem zunächst Kloster Altenberg das Patronatsrecht ausübte, gehörte die Kirchengemeinde nacheinander zu Krofdorf, Großen-Linden und Wieseck. Kirchlich war der Ort im ausgehenden Mittelalter dem Archipresbyterat Wetzlar des Archidiakonats St. Lubentius Dietkirchen im Bistum Trier zugeordnet und gehörte zum Sendbereich Großen-Linden.
Mit Einführung der Reformation wechselte Launsbach zum protestantischen Bekenntnis. Als erster evangelischer Pfarrer wirkte hier Justus Breul von 1546 bis 1560. 1577 war der Ort bei der Pfarrei Wißmar eingepfarrt.
1617 bis 1620 fand ein Erweiterungsumbau des Kirchenschiffs statt, nachdem „jre Capell in solch bawfellig wesen gerathen“ war. Der spätgotische Chor wurde niedergelegt und das Kirchenschiff nach Osten hin auf die heutige Größe verlängert. Möglicherweise wurde das Schiff ebenfalls in westliche Richtung verlängert.
Der Turm erhielt 1703 eine neue Uhr. Für eine Sanierung von Dach und Turm wurden in den Jahren 1706 und 1707 Sammlungen durchgeführt und 1720 beide Glocken neu gegossen. 1737 beantragte die Gemeinde finanzielle Unterstützung für die Reparatur des Turms. Auf eine weitere Renovierung weist eine Inschrift von 1773 an der Südwand über der Kanzel: „·EST·RENOVATUM·ANNO·DOMINI·M·D·C·C·L·X·X·III·“ Die Jahreszahl 1792 an den Kopfbändern des Holzpfeilers, der den Unterzug trägt, lässt eine Erneuerung der Säule vermuten. Die Gemeinde schaffte 1864 zwei neue Glocken an. Von 1979 bis 1981 erfolgte eine umfassende Renovierung von Grund auf. Auf eine weitere Renovierung im Jahr 2005 weist eine Inschrift weiter westlich an der Südwand: „EST RENOVATUM ANNO DOMINI MMV“.
Am 1. Januar 2021 fusionierten die drei evangelischen Kirchengemeinden Launsbach, Krofdorf-Gleiberg und Wißmar zur Kirchengemeinde Wettenberg. Die Kirchengemeinde gehört zum Evangelischen Kirchenkreis an Lahn und Dill in der Evangelischen Kirche im Rheinland.

## Architektur

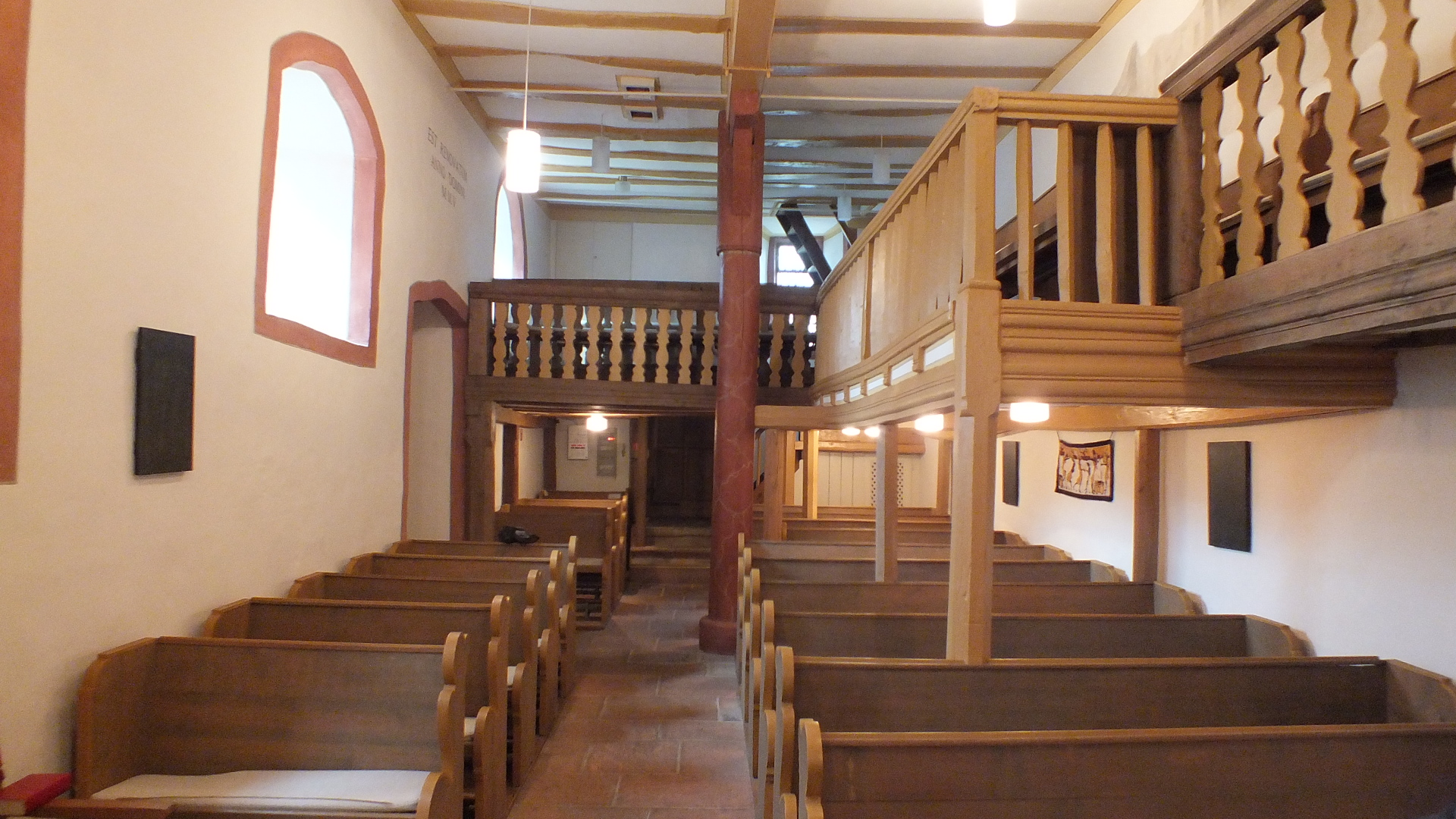
Blick Richtung Westen

Die geostete Saalkirche ist am östlichen Ortsrand aus Bruchsteinmauerwerk mit Eckquaderung aus rotem Sandstein inmitten einer Mauereinfriedung errichtet.
Die 1979–1981 im Kirchenschiff ausgegrabenen Fundamente des eingezogenen, quadratischen Chors des Vorgängerbaus weisen eine Länge von 5,55 Meter und eine Breite von 4,95 Meter auf. Der eingeschnürte Innenraum war 3,70 Meter lang und der Durchgang 2,05 Meter breit. Unklar ist, ob er ein steinernes gotisches Gewölbe oder eine Holztonne besaß. Das spitzbogige Doppelfenster in der Ostseite des Chors und das Südfenster wurden vom Vorgängerbau übernommen. Baufugen an der Nord- und Südseite im ehemaligen östlichen Chorbereich weisen auf die Umbaumaßnahmen von 1617 bis 1619. Einige Gewände scheinen aus dem Vorgängerbau übernommen worden zu sein. In der Südwand belichten ein rundbogiges Fenster mit rotem Sandsteingewände links des Portals, ein kleines Rundbogenfenster mit Gewände aus grauem Lungstein rechts des Portals und ein spitzbogiges Fenster weiter östlich im Chorbereich den Innenraum. Ein Rechteckfenster mit rotem Sandsteingewände ist in der Westwand und ein rundbogiges Fenster in der östlichen Nordwand eingelassen.
Die Kirche wird durch ein rechteckiges Südportal erschlossen, dessen gerader Sturz mit 1618 bezeichnet ist: „ANO CHRISTI·1618·IANVA COELI CHRISTVS IESVS“. Die Umrahmung des rechteckigen Westportals hat oben und rechts roten Sandstein, links grauen Lungstein.
Das Walmdach ist mit kleinen Gauben besetzt. Auf die Westseite ist ein verschieferter Dachreiter aufgesetzt, der vor der Verlängerung des Schiffs mittig angebracht war. Das oktogonale Glockengeschoss wird durch ein Gesims gegliedert. Der Schaft hat kleine rechteckige Schalllöcher und Richtung Süden und Westen Ziffernblätter für die Turmuhr. Das Glockengeschoss geht in einen achtseitigen Spitzhelm über, der von Turmknauf, schmiedeeisernem Kreuz und Wetterhahn bekrönt wird.

## Ausstattung

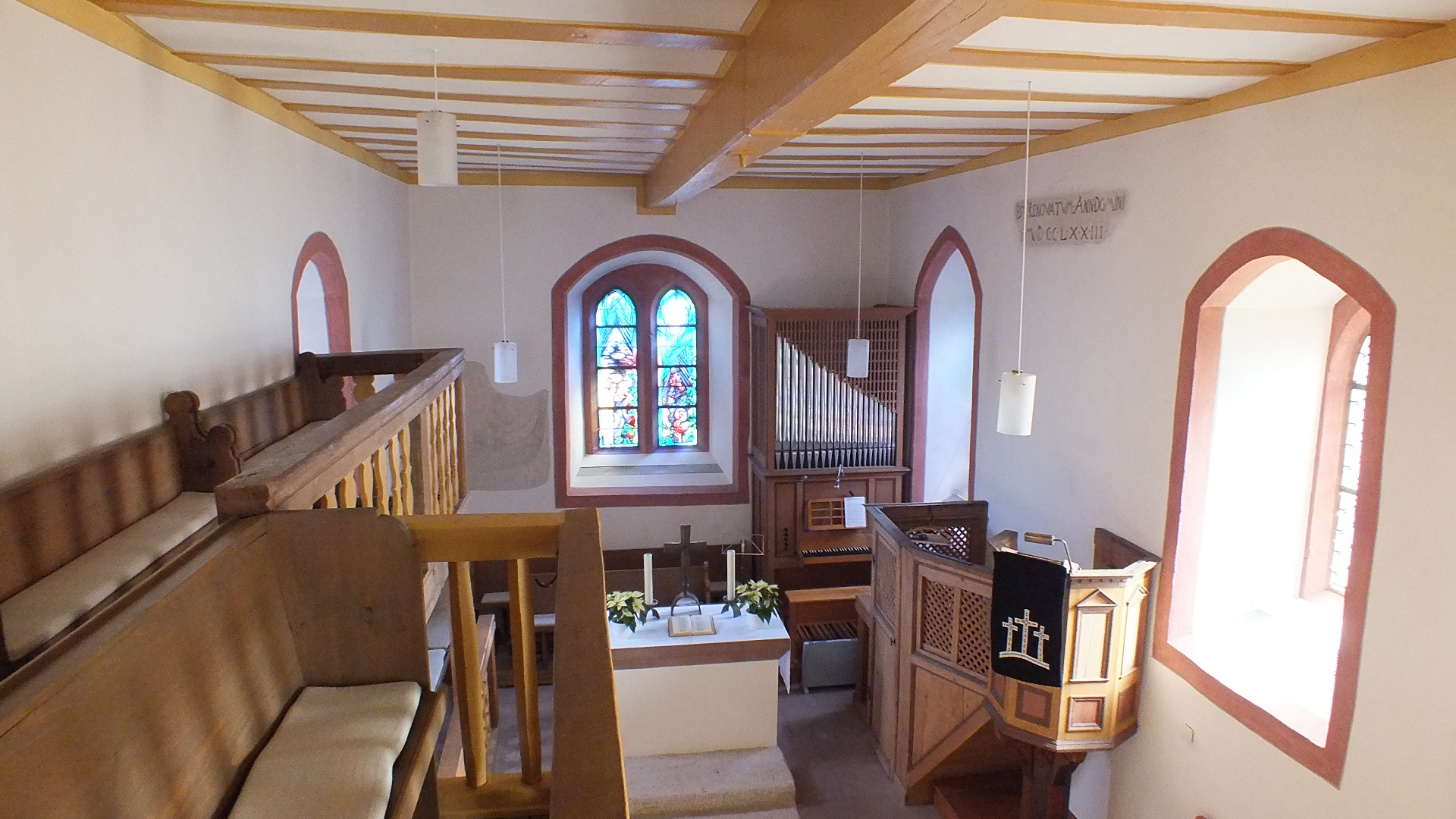
Blick Richtung Osten

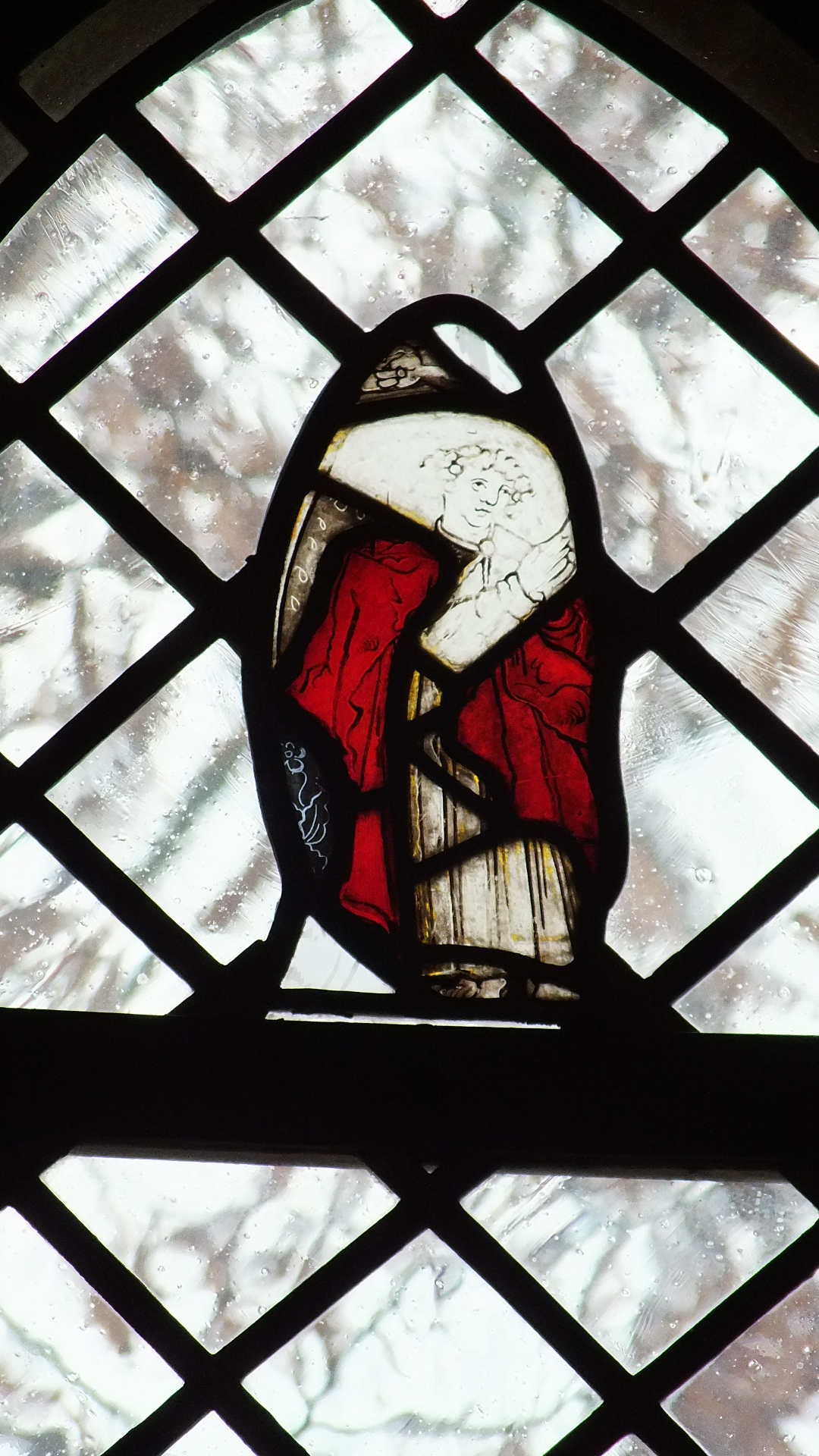
Mönch im Südfenster

Der Innenraum wird von einer flachen Holzbalkendecke mit ockerfarben gestrichenem Längsunterzug abgeschlossen, der auf einem runden, hölzernen, rot marmorierten Mittelpfosten ruht. Die Bezeichnung mit dem Jahr 1792 auf den beiden Kopfbügen weist wahrscheinlich auf eine Erneuerung. Die zweiseitige Empore geht im ältesten, westlichen Teil auf das Jahr 1618 zurück. Die Empore an der nördlichen Langseite wurde 1726 eingebaut und später verlängert. Die 27 Bilder in den Füllungen, die 1906 saniert wurden, sind nicht erhalten.
Die schlichte spätgotische Sakramentsnische in der nördlichen Wand beim Fenster hat einen originalen Türbeschlag. Sie wurde 1617/1619 aus dem niedergelegten Chor übernommen und in die neue Kirchenwand eingelassen. Die polygonale hölzerne Kanzel datiert von 1603 und ruht auf einem achteckigen marmorierten Fuß. Ihr Entwurf lehnt sich wahrscheinlich an die Krofdorfer Kanzel an. Der polygonale Kanzelkorb hat kassettierte Felder, die mit Dreiecksgiebeln abschließen. Die Kanzel ist über einen angeschlossenen hölzernen Pfarrstuhl mit vergittertem Rautenwerk zugänglich. Das Kirchengestühl mit geschwungenen Wangen wurde nach der Renovierung 1981 erneuert. Der massiv aufgemauerte Blockaltar ist weiß verputzt und wird von einer roten Sandsteinplatte über Schräge bedeckt.
Die 1979 bis 1981 freigelegten Wandmalereien in naiver Seccomalerei aus der Zeit der Kirchenerweiterung (um 1618) zeigen eine Stadtansicht oberhalb der nördlichen Empore mit einer wehrhaften Kirche und einigen Türmen, weiter rechts unten ein großes Segelschiff mit Takelage, das von der Emporenerweiterung geschnitten wird, einen Dreimaster neben der Sakramentsnische mit wehenden Flaggen, Takelage und einem Kreuz auf dem Heck sowie einen Fischerkahn an der Ostwand links vom Fenster, in dem eine menschliche Figur eine Reuse hält. Von den Glasmalereien, mit denen ursprünglich alle Fenster versehen waren, ist nur die Darstellung eines Mönchs am Südfenster rechts der Kanzel erhalten.

## Orgel

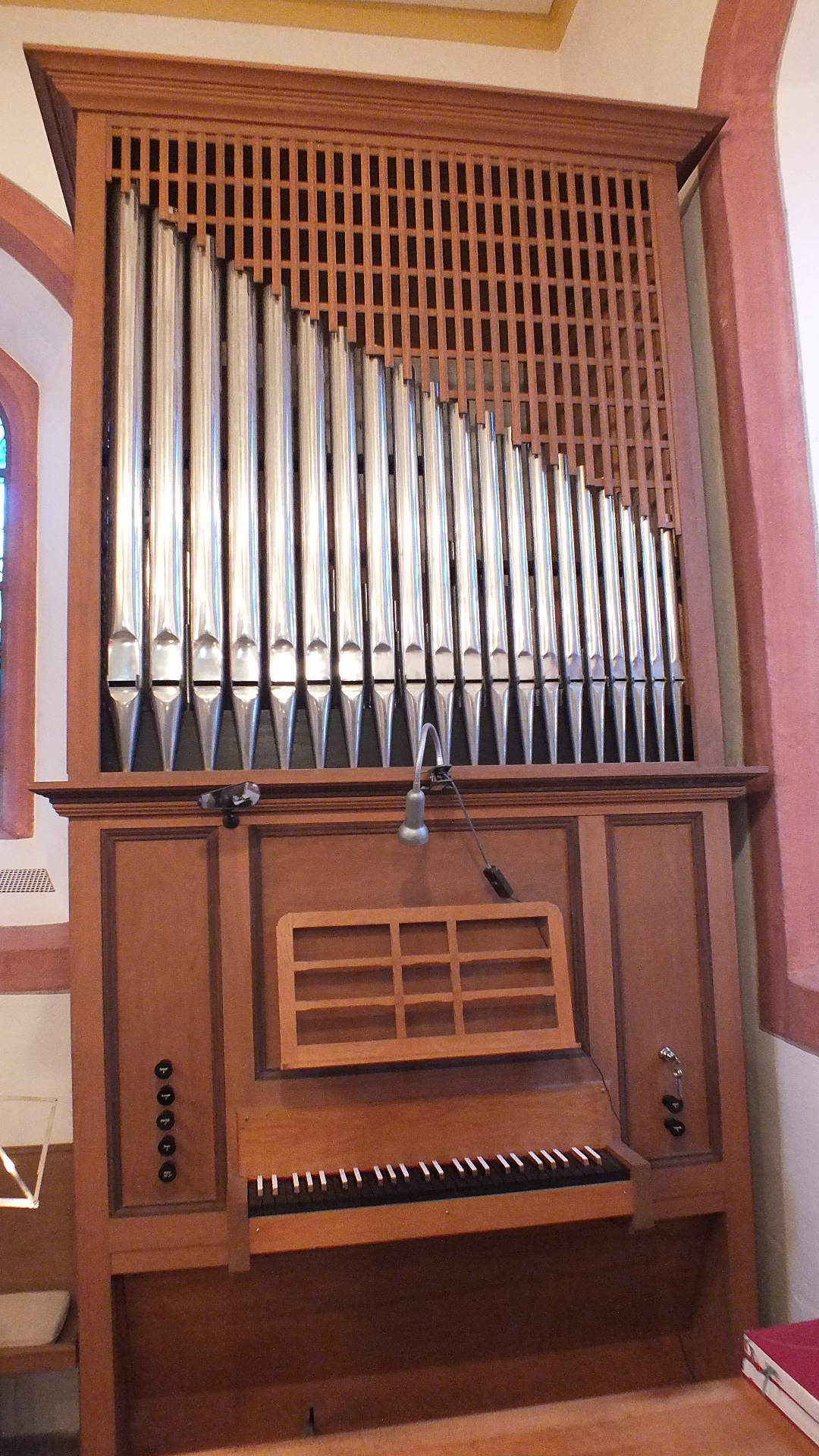
Hardt-Orgel

Die Kirche besaß im Jahr 1836 keine Orgel. Eine erste Orgel schaffte die Gemeinde im Jahr 1862 an, die Friedrich Weller aus Wetzlar mit sieben Registern für 400 Reichsmark baute. Das Instrument tat bis zur Renovierung 1979/1981 seinen Dienst. Das heutige Instrument in der Südostecke stammt von Günter Hardt aus Möttau aus dem Jahr 1963 und wurde gebraucht übernommen. Es verfügt über sieben Register auf mechanischen Schleifladen. Die Disposition lautet wie folgt:
| I Manual C–f3 |       |
| Gedackt       | 8′    |
| Prinzipal     | 4′    |
| Rohrflöte     | 4′    |
| Octave        | 2′    |
| Mixtur IV     | 1 ⁄3′ |

| Pedal C–d1 |     |
| Subbaß     | 16′ |
| Trompete   | 8′  |

- Koppeln: I/P

Anmerkungen
1. ↑  Zwei Chöre abgesteckt, Zusammensetzung bei C: 1 1⁄3+1', repetiert bei c0, c1 und c2.